# Кубок Бельгії з футболу 1999—2000
Кубок Бельгії з футболу 1999–2000 (нід. Beker van België) — 45-й розіграш кубкового футбольного турніру в Бельгії. Володарем кубку вдруге став Генк.

## Календар
| Раунд           | Дата                           | Матчі | Клуби     |
| --------------- | ------------------------------ | ----- | --------- |
| Перший раунд    |                                | 88    | 241 → 153 |
| Другий раунд    |                                | 44    | 153 → 109 |
| Третій раунд    |                                | 36    | 109 → 73  |
| Четвертий раунд |                                | 27    | 73 → 46   |
| П'ятий раунд    |                                | 14    | 46 → 32   |
| 1/16 фіналу     | 16-17 жовтня 1999              | 16    | 32 → 16   |
| 1/8 фіналу      | 17 грудня 1999 - 2 лютого 2000 | 8     | 16 → 8    |
| 1/4 фіналу      | 26-27 лютого 2000              | 4     | 8 → 4     |
| 1/2 фіналу      | 12 квітня - 1 травня 2000      | 4     | 4 → 2     |
| Фінал           | 14 травня 2000                 | 1     | 2 → 1     |

## 1/16 фіналу
| Команда 1         | Рахунок      | Команда 2             |
| ----------------- | ------------ | --------------------- |
| 16-17 жовтня 1999 |              |                       |
| Локерен           | 1:0          | Брюгге                |
| Шарлеруа          | 2:6          | Ендрахт (Алст)        |
| Стандард (Льєж)   | 3:2          | Харелбеке             |
| Вестерло          | 3:1          | Беверен               |
| Андерлехт         | 1:4 дч       | Інгельмюнстер (2)     |
| Остенде (2)       | 0:1          | Жерміналь Беєрсхот    |
| Гент              | 3:1          | Дессел Спорт (2)      |
| Ломмель           | 2:1          | Моленбек (2)          |
| Лув'єрроз (2)     | 0:0 пен. 2:3 | Мускрон               |
| Мехелен           | 2:1 дч       | Ендрахт (Екелгем) (2) |
| Лірс              | 6:1          | Торгоут (3)           |
| Генк              | 3:0          | Тонгерен (3)          |
| Сінт-Трейден      | 1:0 дч       | Франч-Боренс (3)      |
| Гел               | 1:1 пен. 3:4 | Монс (3)              |
| Антверпен (2)     | 4:0          | Гесден-Золдер (3)     |
| Варегем (4)       | 1:0          | Серкль (Брюгге) (2)   |

## 1/8 фіналу
| Команда 1       | Рахунок      | Команда 2          |
| --------------- | ------------ | ------------------ |
| 17 грудня 1999  |              |                    |
| Стандард (Льєж) | 2:1          | Вестерло           |
| 18 грудня 1999  |              |                    |
| Антверпен (2)   | 1:2 дч       | Лірс               |
| Локерен         | 4:0          | Мехелен            |
| Мускрон         | 0:0 пен. 1:4 | Сінт-Трейден       |
| 19 грудня 1999  |              |                    |
| Генк            | 8:1          | Інгельмюнстер (2)  |
| Монс (3)        | 2:0          | Ломмель            |
| Варегем (4)     | 0:2          | Гент               |
| 2 лютого 2000   |              |                    |
| Ендрахт (Алст)  | 4:1          | Жерміналь Беєрсхот |

## 1/4 фіналу
| Команда 1       | Рахунок | Команда 2      |
| --------------- | ------- | -------------- |
| 26 лютого 2000  |         |                |
| Сінт-Трейден    | 2:1     | Ендрахт (Алст) |
| Стандард (Льєж) | 1:0     | Монс (3)       |
| Лірс            | 1:0     | Локерен        |
| 27 лютого 2000  |         |                |
| Генк            | 3:1     | Гент           |

## 1/2 фіналу
| Команда 1              | Заг. | Команда 2    | 1-й матч | 2-й матч |
| ---------------------- | ---- | ------------ | -------- | -------- |
| 2 квітня/1 травня 2000 |      |              |          |          |
| Стандард (Льєж)        | 2:1  | Лірс         | 2:1      | 0:0      |
| 13/29 квітня 2000      |      |              |          |          |
| Генк                   | 1:0  | Сінт-Трейден | 0:0      | 1:0      |

## Фінал
| 14 травня 2000 |

| Генк                                 | 4:1      | Стандард (Льєж) |
| ------------------------------------ | -------- | --------------- |
| Бан 20' Гудйонссон 54', 76' Хасі 81' | Протокол | П'єр 1'         |

| Стадіон імені короля Бодуена, Брюссель Глядачів: 47 000 Арбітр: Мішель Піро |